# Политотдел (Адыгея)
Политотде́л (адыг. Политотдел) — хутор в Кошехабльском районе Республики Адыгея России. Входит в состав Дмитриевского сельского поселения.

## Население
| 2002 | 2010 | 2013 | 2014 | 2015 | 2016 | 2017 |
| ---- | ---- | ---- | ---- | ---- | ---- | ---- |
| 244  | ↗245 | ↗246 | ↘241 | ↘231 | ↘226 | ↗228 |
| 2018 | 2019 | 2020 | 2021 | 2023 | 2024 |      |
| ↗230 | ↗236 | ↗239 | ↘186 | ↘175 | ↗176 |      |

### Национальный состав
Согласно результатам переписи 2002 года, в национальной структуре населения татары составляли 94 % из 244 чел.
Согласно результатам переписи 2021 года, на хуторе проживали следующие национальности::
| Народ               | Численность, чел. | Доля от всего населения, % |
| ------------------- | ----------------- | -------------------------- |
| татары              | 149               | 80,10 %                    |
| русские             | 17                | 9,14 %                     |
| адыги               | 8                 | 4,31 %                     |
| табасараны          | 4                 | 2,15 %                     |
| другие / не указано | 8                 | 4,30 %                     |
| всего               | 186               | 100,0 %                    |

## Улицы
- ул. Будённого,
- ул. Кирова,
- ул. Кольцова,
- ул. Молодёжная.